# Мотел мјесечина
„Мотел мјесечина” је југословенски ТВ филм из 1977. године. Режирао га је Крешимир Голик а сценарио су написали Ивица Иванец и Жељко Сенечић.

## Улоге
| Глумац         | Улога |
| -------------- | ----- |
| Славко Бранков |       |
| Борис Бузанчић |       |
| Ђурђа Ивезић   |       |
| Ангел Палашев  |       |
| Антун Тудић    |       |